# Mark Cockerell
Mark Wayne Cockerell (* 24. April 1962 in Burbank, Kalifornien) ist ein ehemaliger US-amerikanischer Eiskunstläufer.
Cockerell trat im Einzellauf an. 1976 wurde er der erste Eiskunstlauf-Juniorenweltmeister überhaupt. Nachdem er 1983 und 1984 jeweils Dritter bei den nationalen Meisterschaften wurde, belegte er 1985 den zweiten Platz. Mit diesen Resultaten qualifizierte er sich für die Weltmeisterschaften in diesen Jahren. Dort wurde er 1983 14., 1984 13. und 1985 8.
Cockerell war ebenfalls Bogenschütze und Pilot.

## Ergebnisse

### Einzel
| Wettbewerb / Jahr                | 1983 | 1984 | 1985 |
| -------------------------------- | ---- | ---- | ---- |
| Olympische Winterspiele          |      | 13.  |      |
| Weltmeisterschaften              | 14.  | 13.  | 8.   |
| US-amerikanische Meisterschaften | 3.   | 3.   | 2.   |